# Janet. (VHS)
A janet. Janet Jackson amerikai énekesnő videókazettája; első videóklipgyűjteménye, ami új kiadójánál, a Virgin Recordsnál jelent meg. A janet. című, 1993-ban megjelent album nyolc videóklipje közül a videókazetta megjelenéséig elkészült öt klip szerepel rajta, ebből négy alternatív változatban is, ezek a változatok máshol nem jelentek meg. A That’s the Way Love Goes alternatív változatát egy kameraállásból vették fel, az Ifében több a tánc, a You Want This klipjének a színes változata is szerepel a kazettán, az Any Time, Any Place-nek pedig az R. Kelly által készített remixéhez készült klip is. (Maga a remix a Janet.Remixed albumon hallható.) Bónuszanyagként látható egy interjú és az If koreográfiájának gyakorlása.
Az albumnak a videókazettára fel nem került klipjei közül a Whoops Now látható a Design of a Decade 1986/1996 DVD-n, a Because of Love az All for You (DVD Edition) és a From janet. to Damita Jo: The Videos DVD-ken, a What’ll I Do klipje pedig nem jelent meg DVD-n.

## Dalok
1. That’s the Way Love Goes
2. If
3. Again
4. Any Time, Any Place
5. You Want This (Black and White version)
6. That’s the Way Love Goes (One Take Version)
7. If (All Dance Version)
8. Any Time Any Place (R. Kelly Mix)
9. You Want This (colorized version)